# طارق صالح
طارق داوید یوهان صالح (سوئدی: Tarik David Johan Saleh؛ زادهٔ ۲۸ ژانویهٔ ۱۹۷۲) کارگردان فیلم، فیلم‌نامه‌نویس، مجری تلویزیون، روزنامه‌نگار، تهیه‌کننده فیلم و پویانما اهل سوئد است. وی سکس از هنرمندان برجستهٔ دیوارنگاری در سوئد بود.
از فیلم‌ها یا سریال‌های تلویزیونی که وی در آن‌ها نقش داشته است می‌توان به وست‌ورلد و متروپیا اشاره نمود.